# Железнодорожный транспорт в Либерии

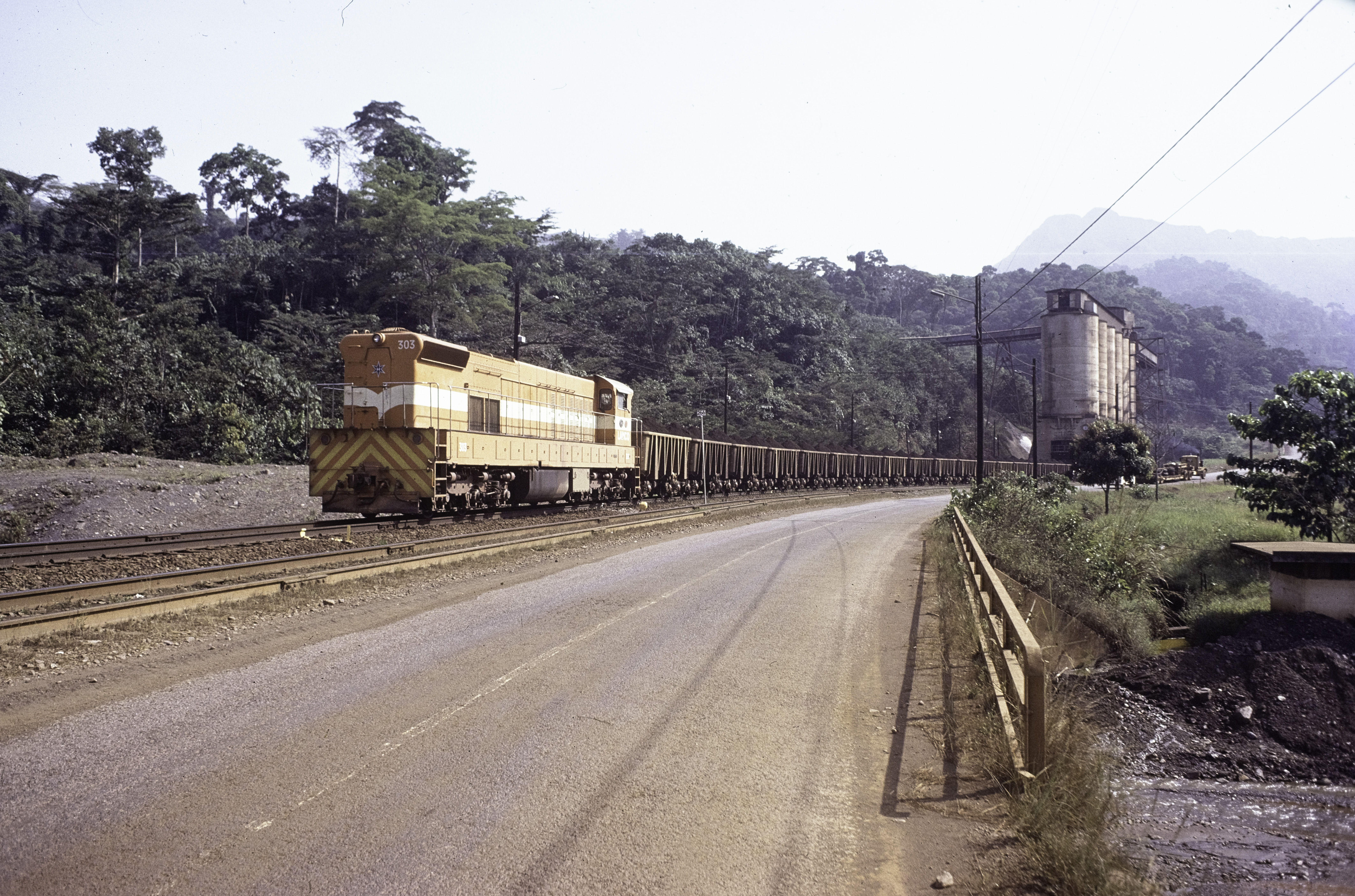
Грузовой поезд LAMCO (1976 год)

Железнодорожный транспорт в Либерии - вид наземного транспорта в Республике Либерия. 

## История
Создание Либерии было провозглашено 16 июля 1847 года, однако Британская империя и Франция (колонии которых граничили с новым государством) во второй половине XIX века пытались аннексировать её и лишь в 1911 году (после того, как почти 44% первоначальной территории Либерии было поглощено) официально признали её границы.
Во время Второй мировой войны США построили в стране военные базы, использовали территорию Либерии и для переброски своих войск, военной техники и грузов на Ближний и Дальний Восток, а также начали подготовку к эксплуатации месторождений железной руды в Либерии.
Началось строительство объектов транспортной инфраструктуры. Крупнейшим из этих объектов стал морской порт Монровия, строительство которого началось в 1943 году.
27 января 1944 года Либерия официально присоединилась к Антигитлеровской коалиции. Также, для привлечения иностранных инвестиций в 1944 году правительство Либерии провозгласило политику «открытых дверей» (низкие налоги на прибыль, предоставление долгосрочных концессий, отсутствие контроля за обменом иностранной валюты и др.).
В 1952 году компания "Republic Steel Corporation" из США начала разработку месторождения железной руды в Боми-Хилл, и так как вся добытая руда вывозилась в США через порт в Монровии, в стране была построена первая железная дорога. В 1957-1959 гг. в стране имелась одна железная дорога Монровия - Боми-Хилл длиной 64 км (с шириной колеи 1067 мм). В дальнейшем, длина этой линии была увеличена до 148 км, в 1960 году она соединила Монровию через город Тубманбург с западными районами добычи полезных ископаемых по реке реке Мано у границы со Сьеррой-Леоне.
В 1959 году на мысе Пальмас недалеко от города Бьюкенена был открыт второй порт, откуда созданная в 1955 году либерийско-американо-шведская горнодобывающая компания LAMCO в 1963 году проложила 267 км железной дороги к селению Екепа на севере Либерии, недалеко от границы с Гвинеей, где находится большинство шахт железной руды Либерии.
Железная дорога LAMCO была построена как однопутная стандартной европейской шириной колеи 1435 мм (4 фута 8+1⁄2 дюйма). Линия имела восемь промежуточных станций с проходными разъездами. Это была одна из первых железорудных железных дорог, спроектированная специально для движения поездов большой протяженности и оснащенная современными средствами управления, включая централизованно управляемую сигнализацию. Поезда на железной дороге LAMCO обычно состояли из трех локомотивов мощностью 2000 л. с. (1491 кВт), перевозивших девяносто вагонов с рудой. При загрузке они перевозили около 10 699 тонн руды.
Для работы на линии LAMCO у британских железных дорог были куплены пять локомотивов и несколько вагонов.
В 1962 году в стране имелись две железные дороги общей протяжённостью 216 км, которые использовались только для грузовых перевозок.
В 1960-х годах частная инвестиционная группа из ФРГ приобрела концессию на добычу полезных ископаемых в районе хребта Бонг и основала горнодобывающую компанию DELIMCO. Для транспортировки железной руды Бонгского хребта в Монровию на экспорт в 1964 году была построена третья железнодорожная линия длиной 77 км, которая стала известна как железная дорога Бонг. Она также имеет стандартную колею.
В 1969 году общая протяжённость железных дорог страны составляла 483 км. Протяжённость линии Монровия — Боми-Хилс — Фоно составляла 160 км; длина линии Монровия — Бонг составляла 93 км; длина линии Бьюкенен — Екепа составляла 267 км.
В 1976-1988 гг. в связи с сокращением спроса и снижением мировых цен на железную руду (составлявшую основную часть грузов, перевозимых по железным дорогам) объёмы железнодорожных грузоперевозок в стране снизились. В 1979 - 1984 гг. общая протяжённость железных дорог страны составляла 560 км. В дальнейшем, в условиях нараставшей политической нестабильности уже к 1986 году протяжённость эксплуатируемых железных дорог сократилась до 483 км.
В ходе двух гражданских войн в Либерии (1989—1996 и 1999—2003) железные дороги страны были повреждены и прекратили функционировать.
В 2006 году компания ArcelorMittal подписала контракт на восстановление железнодорожной линии Бонг и возобновление работы шахт по добыче железной руды в обмен на предоставление концессии на добычу железной руды и использование этой железной дороги в течение 25 лет.
В мае 2007 года обвалился 60-летний железнодорожный мост "Tubman Bridge" длиной 240 м (также известный под названием "старый мост") - самый важный железнодорожный мост в стране, который является частью железной дороги к реке Мано (21 ноября 2010 года контракт на восстановление моста получила строительная компания "CICC" из КНР, финансирование в размере 14,5 млн. долларов США выделил Всемирный банк - однако выполнение работ затянулось, так как часть металлоконструкций была украдена сборщиками металлолома).
В 2009 году была введена в эксплуатацию железная дорога Бонг-Майн длиной 78 км, в августе 2010 года для железных дорог Либерии у фирмы "Harsco Rail" из США была заказана одна отремонтированная железнодорожная рельсошлифовальная машина.

## Современное состояние
По состоянию на 2011 год основным видом наземного транспорта в стране являлся автомобильный транспорт. Железные дороги использовались в основном для вывоза железной руды к морским портам, но осуществлялись и пассажирские перевозки.

## Железнодорожное сообщение со смежными странами
- Сьерра-Леоне — нет, одинаковая ширина колеи 1067 мм.
- Гвинея — нет, одинаковая колея 1435 мм, или изменение ширины колеи с 1067 мм на 1000 мм.
- Кот-д’Ивуар — нет, изменение ширины колеи с 1067 мм на 1000 мм.